# Aeroportul Reus
Aeroportul Reus (IATA: REU, ICAO: LERS) este un aeroport din Reus, Baix Camp, Camp de Tarragona⁠(d), Provincia Tarragona, Catalonia, Spania ce deservește zona Reus. Aeroportul a fost tranzitat în 2022 de 911.827 de pasageri. A fost deschis în 1935 și numit după zona deservită.
Situat la o altitudine de 71 m, aeroportul dispune de 1 pistă. Este operat de ENAIRE⁠(d).

## Infrastructură

### Piste
Aeroportul dispune de o singură pistă. Pista 07/25 are suprafața de asfalt și dimensiunile 8.068 picioare × 148 picioare. 

### Terminale
Aerogara are în componență 1 terminal, Q20103124⁠(d). 